# Lurmish
Lurmish — российская музыкальная группа, основанная в Санкт-Петербурге в 2015 году, в состав которой входят Карина Абдулла и Арсений Семакин.

## История группы
Карина и Арсений познакомились во время обучения в РКТК в 2013 году. Они оба получали там художественное образование на отделении Декоративно-прикладного искусства. В 2014 году они начали писать музыку вместе, но впервые опубликовали своё совместное творчество только в 2015 году. Изначально их совместный проект задумывался как аудио-визуальный, и вся музыка публиковалась в социальных сетях вместе с видеоклипами, которые они снимали сами и вместе с друзьями.
Lurmish предпочитают создавать всё сами: и не только музыку, но и обложки, фото, клипы, и делать это максимально простыми и доступными способами: альбом «Гипнос» был сведен Арсением Семакиным у него дома, там же были отсняты обложки и промо-фотосессия к этому альбому, сделан весь постпродакшн. Рисованную обложку первого альбома «Суперблиц» Арсений создал тоже сам, как и обложки самых первых релизов: EP «Age of Bliss» и синглу «Супрахиро».
В 2018 году Lurmish снялись для апрельского номера печатного издания Numero Russia.

## Состав
- Карина Абдулла — вокал, написание текстов, композиция.
- Арсений Семакин — саунд-продакшн, композиция.

## Дискография

### Альбомы
- «Суперблиц» (2018)
- «Гипнос» (2021)

### EP’s
- Age of Bliss (2017)

### Синглы
| 2017                                  | «Age of Bliss» | Age of Bliss |
| 2017                                  | «Супрахиро»    | Суперблиц    |
| 2018                                  | «Уко»          | Суперблиц    |
| 2019                                  | «Контакт»      | -            |
| 2021                                  | «Маршрут»      | Гипнос       |
| 2021                                  | «Изобилие»     | Гипнос       |
| 2021                                  | «Праздник»     | Гипнос       |
| «—» релиз не занимал место в альбоме. |                |              |

### Коллаборации
- «Двойной ценой» — Lurmish (Шаг вдох: Трибьют — Animal ДжаZ) (2017)
- «Перелетная Птица» — Cream Soda feat. Lurmish (2019)
- «Вереск» — «Свидание», Lurmish, Mirèle (2020)
- «cosmic love.» — АЛМО, Lurmish (2020)
- «Краш-тест» — Thomas Mraz feat. Lurmish (2021)
- «Маяк» — ЛАУД feat. Lurmish (2021)